# 改良主义
改良主义（英語：Reformism），是相对激进革命而言主张渐进改革的思潮。

## 概要
改良主义主张在现有架构和基础上渐进演变、逐步进步，反对激烈变革，反对疾风骤雨式的推翻现有架构，重新构造新架构的革命。改良主义宣扬调和与合作，主张在保存现有制度相对长期不变的条件下实行逐步社会改良。改革者會讓保守派安心，在不影響現有的社會制度下推動改革，在改善經濟同時，他們的改革亦得以實現，達到一定成果。革命者則認為改良主義者背叛革命，與當權者及既得利益者妥協，會使原有的革命目標無法實現。
改良主义有左翼和右翼之分。右翼改良主义，如保皇主义，旨在通过防止对现状进行根本性的结构性改变来维护现状，而左翼改良主义相信，不断的改革最终会导致出现与现行体制完全不同的经济和政治制度。

## 評價

### 正面評價
據歷史學家楊天石意見，採用暴力或激烈方式徹底改變一種社會制度者為革命，採用非暴力方式以求對一種社會制度作溫和、緩慢改革者為改良:278。界定可能不嚴密，但區分卻是清楚、明白:278。社會通過改良不斷革新，避免暴力革命衍生破壞和衝擊，推動社會生產秩序井然，自然是好事:293。不斷改良，也就不斷進步:293。社會蒙發展之益，而無代價過大之虞:293。否則天天革命，社會將無寧日，也會走向進步和發展之反面:293。改良和革命如影隨形:293。

### 負面評價
歷史常例是：改良受阻，革命就會滋生:293。原來改良主義者，或者向前發展成為革命派；或者堅持原有立場，反對革命，甚至成為舊秩序保護者:293。

## 地區政治

### 中華人民共和國
中国共产党在改革开放以后，开始逐步确立“白猫黑猫，抓住老鼠就是好猫”的路线，价值观上早已抛弃计划经济模式，在改革实践中为市场化奠定基础。对内经济方面，推行家庭联产承包责任制，实施包产到户，提高农民的积极性。城市建设方面，深圳、珠海、汕头、厦门市设立经济特区。对外方面，扩大进口的数量及进口国范围；改善进口产品结构，重点为技术输入；提供外资直接进入中国设厂，改善中国生产结构以及派遣大量留学生赴西方学习科技。这一决策改变了中国大陆自1949年后经济上逐渐对外封闭近30年的情况。